# تمثال الدب بادينغتون
تمثال الدب بادينغتون (بالإنجليزية: Statue of Paddington Bear)‏ في محطة بادينغتون في لندن هو عبارة عن تمثال برونزي من صنع الفنان ماركوس كورنيش. شُيّد في عام 2000، وهو يمثل الارتباط بين الدب الخيالي لمايكل بوند والمحطة التي اشتق اسمه منها.

## الدب بادينغتون
قام المؤلف مايكل بوند بتقديم الدب بادينغتون للعالم في عام 1958. مستوحى من شرائه دبًا صغيرًا كهدية عيد الميلاد لزوجته، وتسمية الدب بادينغتون حيث كان الزوجان يعيشان بالقرب من محطة بادينغتون، تخيل بوند وصول دب حقيقي إلى المحطة في روايته الأولى، دب يدعى بادينغتون.
يسافر بادينغتون إلى لندن من ليما في بيرو، مختبئًا في قارب النجاة على متن سفينة عبر المحيط الأطلسي، مجهزًا فقط بحقيبة صغيرة وبعض شطائر المربى ومذكرة مرفقة بمعطفه مكتوب عليها، "الرجاء الأعتناء بهذا الدب، شكرًا لك". تم تبنيه من قبل عائلة براون، حيث خاض سلسلة من المغامرات، نُشرت في أربعة عشر مجلدًا بين عامي 1958 و2018. آخر كتاب في السلسلة، أفضل ساعات بادينغتون، نُشر بعد وفاته، عقب وفاة بوند عن عمر يناهز 91 عامًا في 27 يونيو 2017.

## محطة بادينغتون
محطة بادينغتون، المحطة الأخيرة في لندن لـ "أضخم خط سكة حديد في إنجلترا"، خط السكة الحديد الغربي العظيم، افتتحت في عام 1854. تم تصميمه من قبل المهندس المعماري الخاص بـ GWR، إيسامبارد كينجدم برونيل. حصل برونيل على مساعدة من ماثيو ديجبي وايت في التفاصيل المعمارية، لكن تصميم البناء كان من عمل برونيل وحده. تأثر بتصميم السير جوزيف باكستون لقصر الكريستال، وخاصة فيما يتعلق بالأسقف الزجاجية. المحطة عبارة عن مبنى مدرج من الدرجة الأولى.

## وصف
تم إنشاء التمثال بواسطة ماركوس كورنيش في عام 2000. تم صنع التمثال من البرونز، ويقف على المنصة رقم 1 أسفل ساعة المحطة، وقد كشف عنه مايكل بوند في 24 فبراير 2000. يقع موقعه الحالي في المرتبة الثانية داخل المحطة، حيث تم نقله من موقعه الأصلي أسفل السلالم المتحركة بسبب أعمال التجديد. وصف نعي بوند في صحيفة الغارديان التمثال بأنه "أحد النصب التذكارية القليلة في لندن التي تثير مشاعر المودة الحقيقية".